# Necropolis (Grimde)

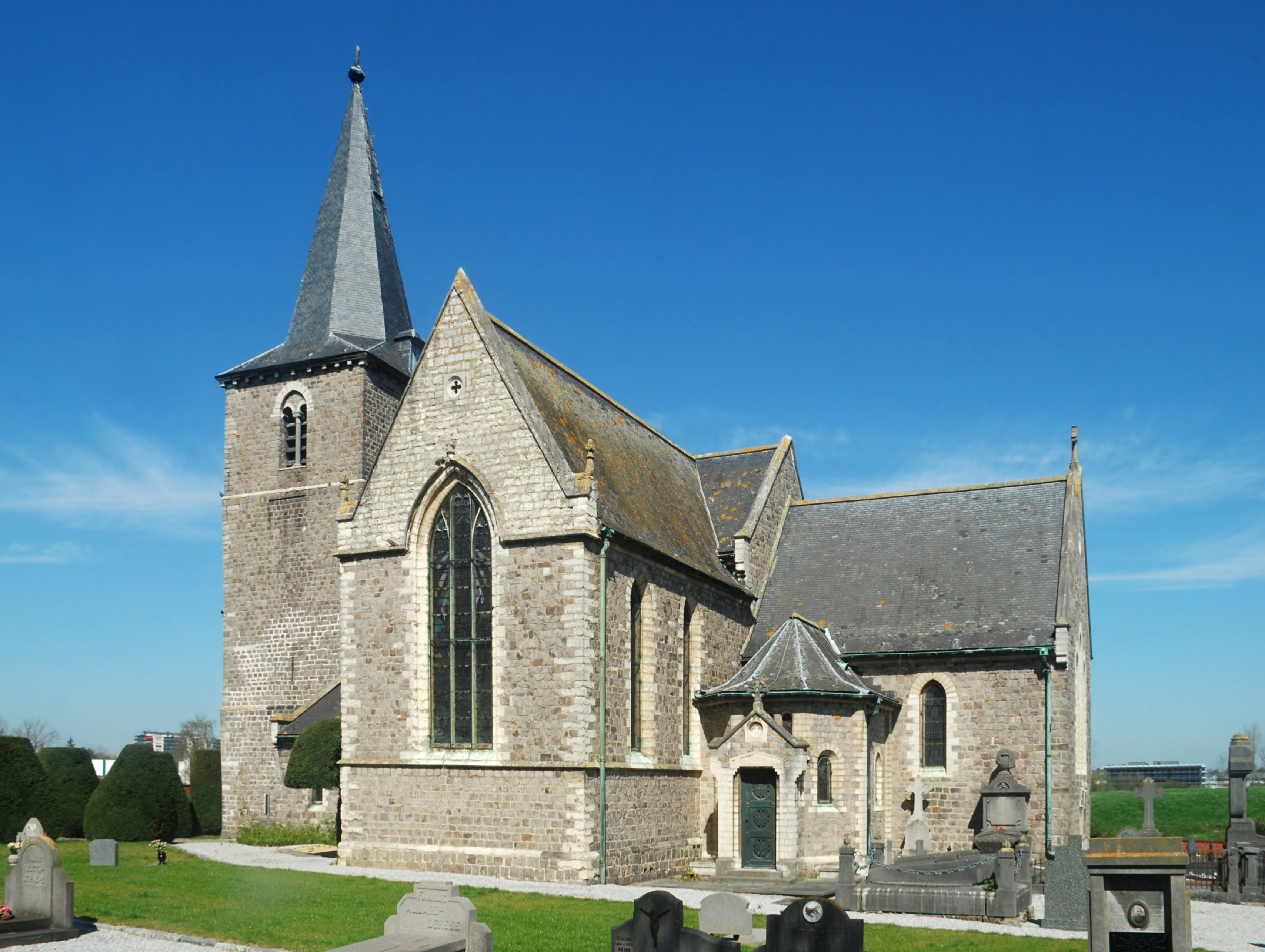
Necropolis - Sint-Pieterskerk

De necropolis van Grimde is een militaire begraafplaats die uniek is in zijn soort in België.

## Voorgeschiedenis
Tijdens de Eerste Wereldoorlog vond op 18 augustus 1914 de slag bij Sint-Margriete-Houtem en Grimde plaats tussen het Duitse en Belgische leger. Om 13.35 uur barstte het gevecht los. De Duitse overmacht was te groot en rond 14.30 uur waren de Belgische voorposten genoodzaakt zich terug te trekken. Rond 15.30 uur begon de algemene Belgische terugtrekking en om 17.00 uur werd Grimde aan de Duitsers prijsgegeven. Om 17.40 uur trokken de Duitsers Tienen binnen. De gevechten hadden aan talloze Belgische soldaten het leven gekost.
In het voorjaar van 1915 werden 145 Belgische gesneuvelden van gevechten in Grimde, Oplinter en Sint-Margriete-Houtem in de kerkruïne van de romaanse Sint-Pieterskerk in Grimde begraven. De doden werden gewoon in de aarden vloer begraven. De laatste bijzetting gebeurde op 3 juni 1915. Later werd hun aantal gereduceerd tot 139.
Generaal Guffens, bevelhebber van het 22ste linieregiment overleed in 1943. Het was zijn laatste wens om bij zijn gesneuvelde soldaten te worden bijgezet.

## Restauratie Sint-Pieterskerk tot uniek monument
De Sint-Pieterskerk van Grimde bij Tienen is een vroeg 13de-eeuwse driebeukige kerk met vrijstaande westertoren. Toen de kerk bouwvallig werd, wilde men ze slopen. Dit werd door toedoen van kunsthistoricus Arthur Vangramberen verhinderd. Hij schreef er een artikel over in het Bulletin des Métiers d'Art en werd hierin gesteund door kanunnik en kunsthistoricus Raymond A.G. Lemaire en door Stan Leurs die het gebouw zouden beschrijven in hun werk L'Architecture romane dans l'ancien Duché de Brabant (1922).
In juni 1919 drong burgemeester Charles De Jaegher aan op dringende herstellingen. Dankzij het privé-mecenaat van  gemeenteraadslid en industrieel Lucien Beauduin werd de restauratie onder leiding van de Brusselse architect Léon Govaerts gestart in 1922 en in 1928 voltooid. De witte uniforme grafstenen, die tijdens de restauratiewerken werden aangelegd, werden bewust sober gehouden. Zij werden vlak naast mekaar geplaatst, zodat zij de indruk wekken van een gemeenschappelijk graf.
Op zaterdag 18 augustus 1928, één dag voor de plechtige inhuldiging, overhandigde Luc Beauduin de sleutels aan de stad. Bij de officiële plechtigheid op zondag 19 augustus 1928 was de inmiddels tot generaal gepromoveerde Guffens bij de aanwezigen.

## Artistieke bijdragen
Bij de restauratie werd  beroep gedaan op gerenommeerde kunstenaars. Schilder-etser Maurice Langaskens ontwierp de glasramen die werden uitgevoerd door de glazenier Jean Wyss. Alleen het glasraam Vrede uit 1934 is een realisatie van de glazenier Florent-Prosper Colpaert. Beeldhouwer Geo Verbanck  kapte in zandsteen het beeld van de Heilige Petrus, patroonheilige van de kerk, en een groot triomfkruis met de zegevierende Christus in lindenhout.  Het Christusbeeld draagt een koningskroon. Dit om het zegevierende aspect van de dood van de Verlosser te benadrukken.

## Foto's

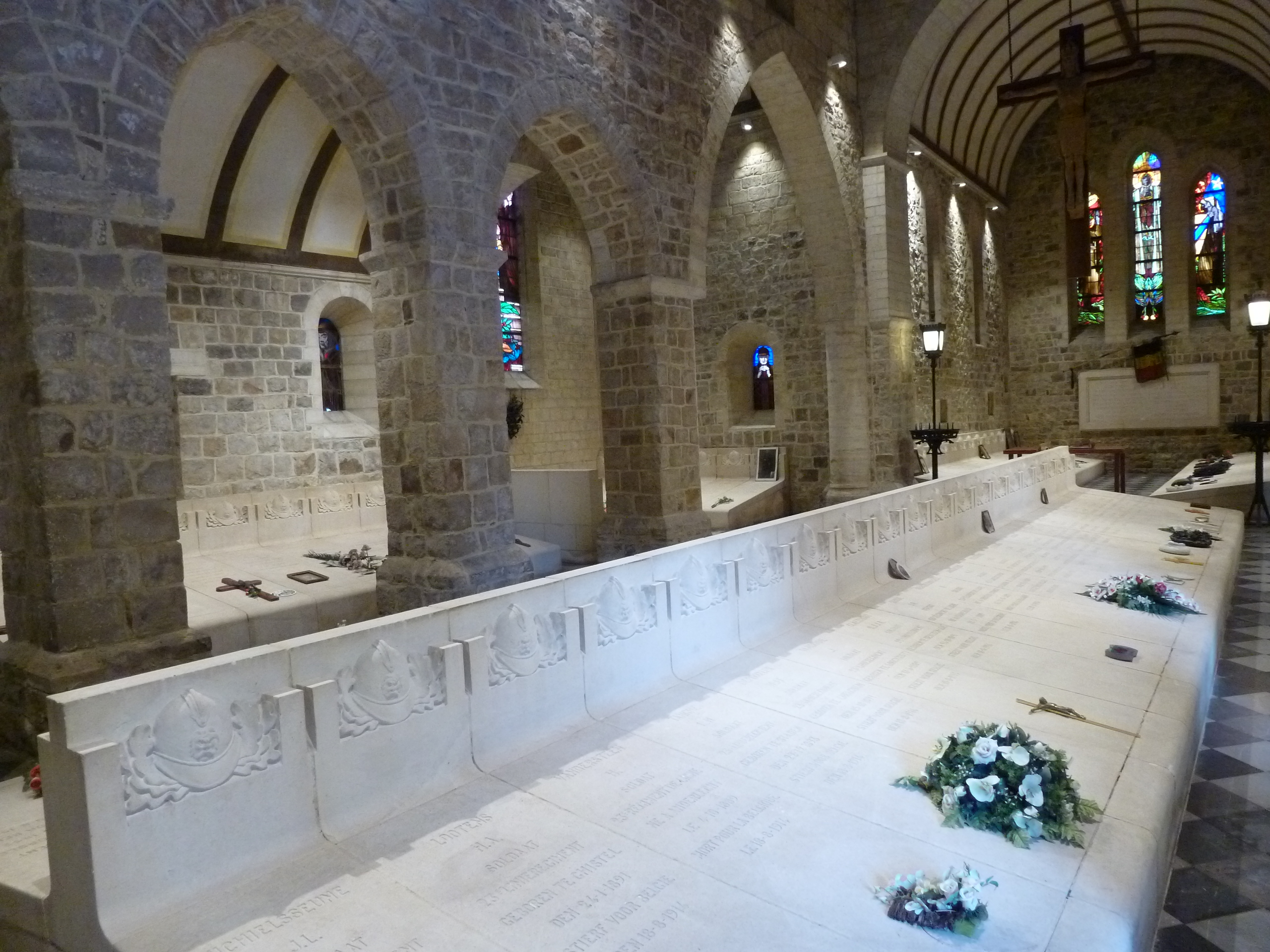
Necropolis - binnenzijde
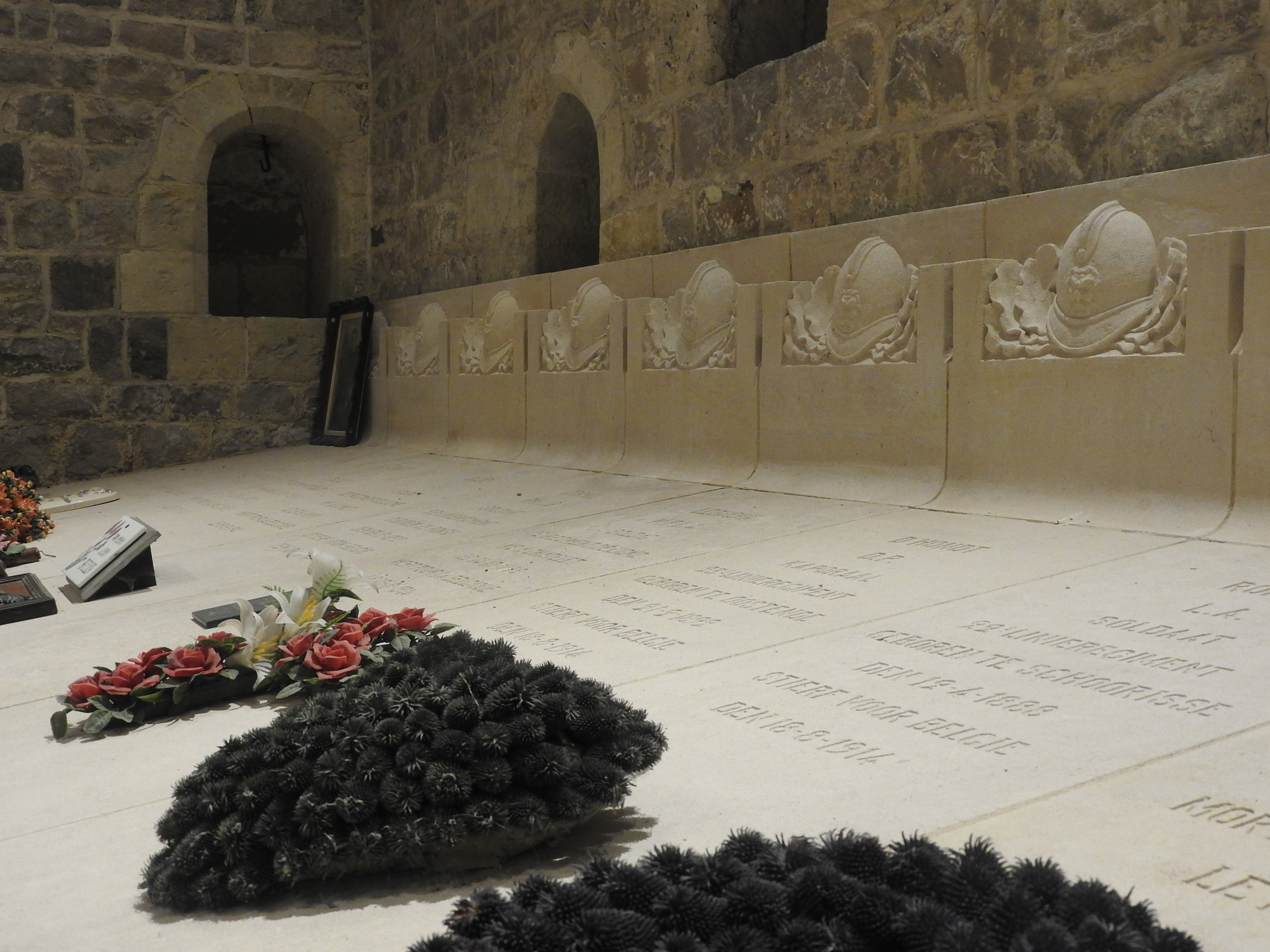
Necropolis - binnenzijde
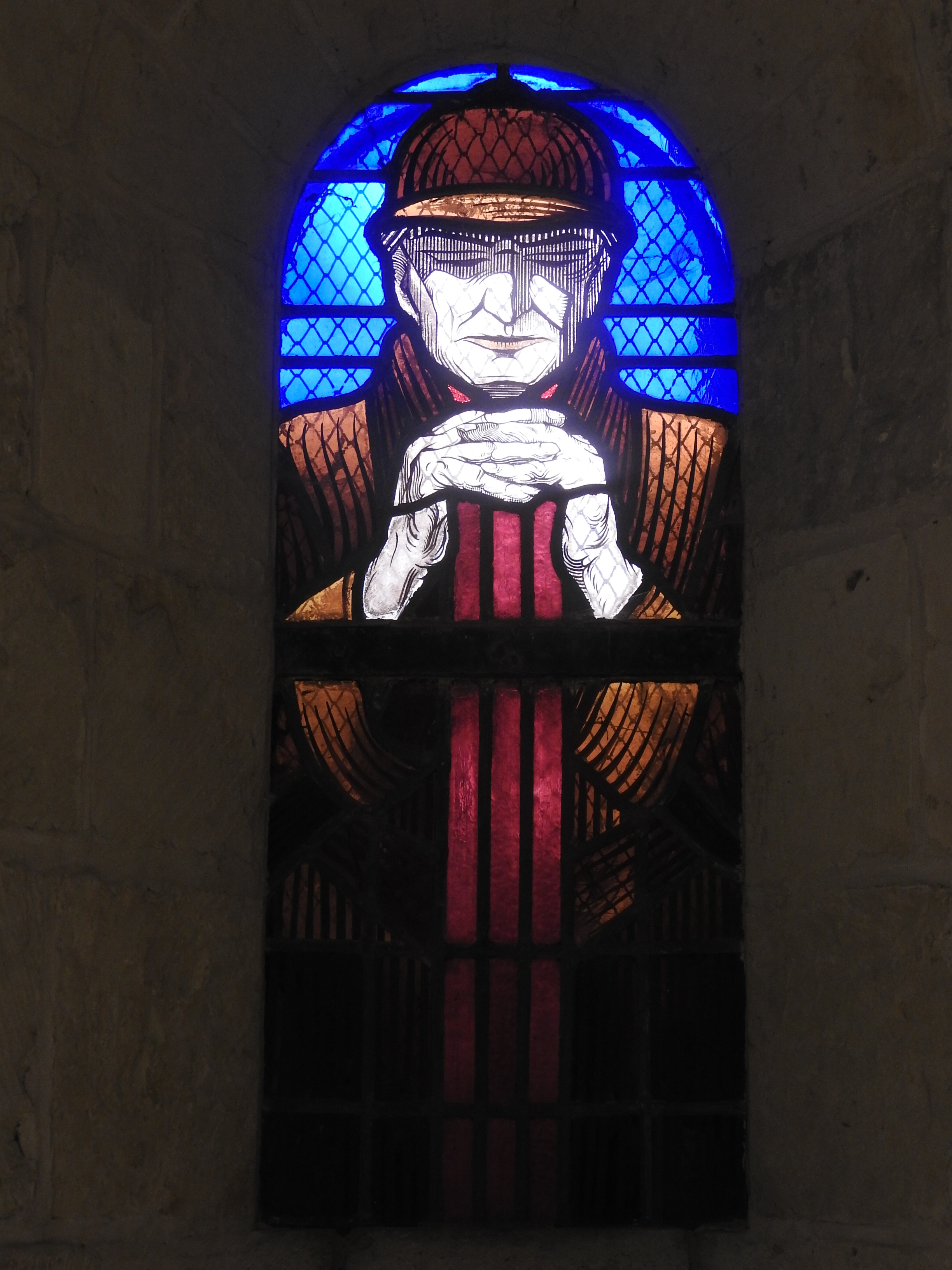
Necropolis - glasraam
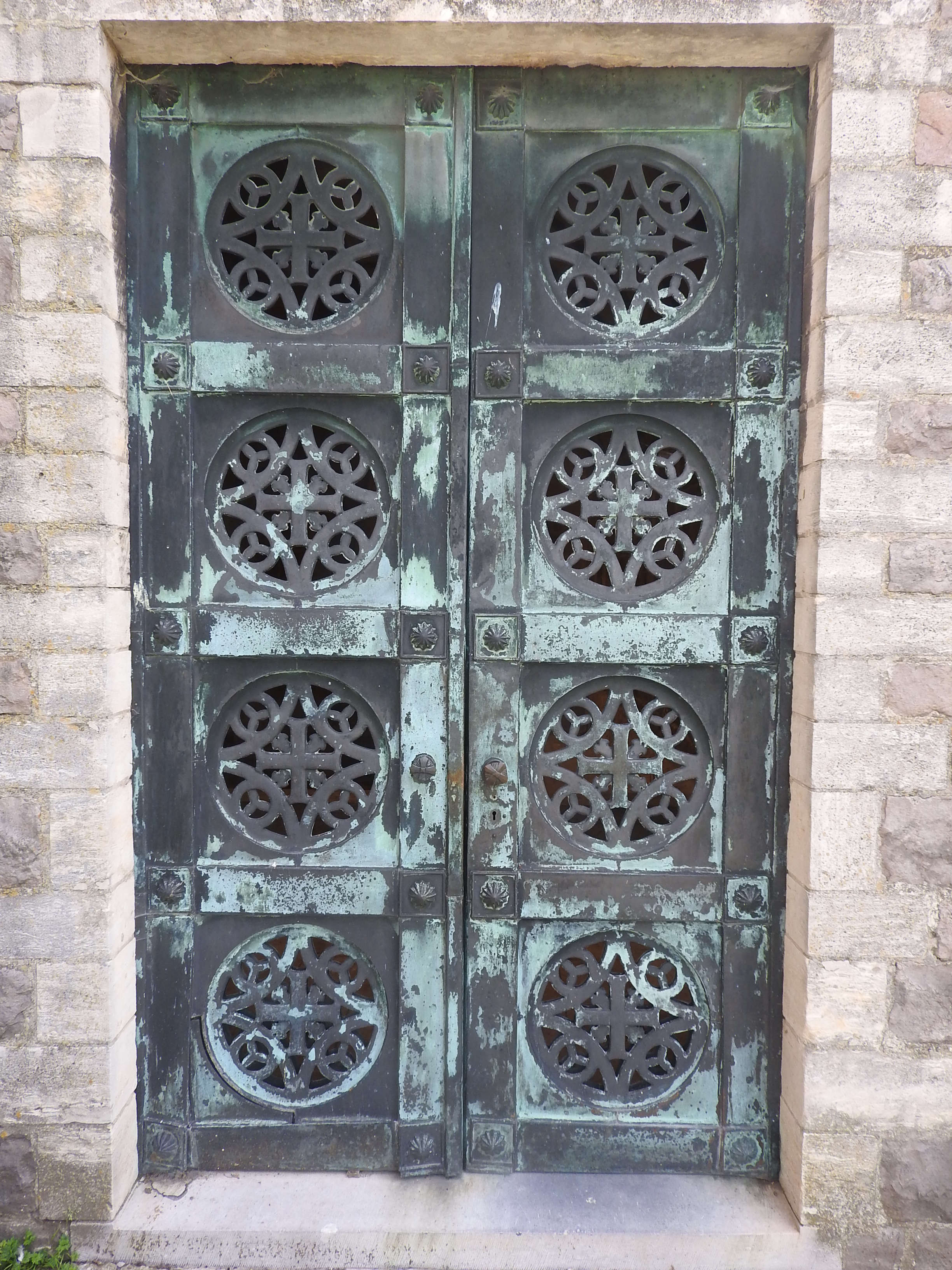
Necropolis - portaal